# Quarantäne (1923)
Quarantäne ist ein deutsches Stummfilmmelodram aus dem Jahre 1923 von Max Mack über eine Frau zwischen zwei Männern, verkörpert von Rudolf Lettinger, Helena Makowska und Oskar Marion.

## Handlung
Der Naturforscher Prof. Hudson ist mit einer deutlich jüngeren Frau verheiratet, die bei Männern gern die Blicke auf sich zieht. Beide haben eine gemeinsame kleine Tochter. Hudson ist Forscher aus Leidenschaft und verbringt seine Zeit sehr viel lieber im Labor als etwa mit seiner Familie. Er weiß, dass der junge Mr. Burns ein Auge auf seine Gattin geworfen hat. Als Hudson zu einer Forschungsreise in die Südsee abreist, nimmt er daher diesem das Versprechen ab, die Finger von seiner Ehefrau zu lassen. Mrs. Hudson ist enttäuscht, dass ihr Mann mal wieder den Beruf ihr vorzieht und ist daher durchaus gewillt, sich auf ein Abenteuer, und sei es mit Burns, einzulassen. Bald hat Burns die feierliche Zusage, die er bezüglich dessen ihrn becircenden Gattin abgab, vergessen.
Mrs. Hudson und Mr. Burns begeben sich zu einer Lust- und Liebesreise auf seiner Jacht ins Mittelmeer. Dort kommt es allerdings zu einem schrecklichen Zwischenfall, der jedwede Romantik zunichtemacht: Der für das Schiff zuständige Matrose erkrankt schwer und stirbt schließlich. Man steuert den nächsten Hafen an, wo man eine Seuche, die Cholera asiatica, konstatiert und infolgedessen über die Jacht eine strenge Quarantäne verhängt. Beide dürfen das Schiff mindestens eine Woche lang nicht verlassen. Derweil erkrankt daheim auch das Kind der Hudsons schwer, und seine Mutter ist unauffindbar, sodass der heimkehrende Vater sich um die Tochter kümmern muss. Mrs. Hudson überkommen bald schwere Gewissensbisse, und sie stößt ihren Liebhaber Burns brüsk von sich, zumal sie befürchtet, dass von ihm die Erkrankung ausging. Ihre Angst wird bald zur Paranoia, denn Mrs. Hudson liest, um auf dem Boot die Zeit totzuschlagen, ein Sachbuch über die Pest und wie diese sich einst im Mittelalter ausweitete.
Burns will derweil nicht von der Forschergattin lassen und bedrängt sie von Tag zu Tag immer mehr. Dadurch wird das Leben auf der Jacht allmählich zur Hölle. Kaum ist die Quarantäne aufgehoben, eilt Mrs. Hudson sofort zu Heim und Herd zurück, wo ihre Tochter mehr tot als lebendig im Kinderbettchen liegt. Überaus empört, weist ihr Gatte die treulose Mutter aus dem Haus. Bald aber überkommt ihn die Einsicht, dass ein derart schwer erkranktes Kind mehr als alles seine Mutter benötigt. Im Moment, als sie sich aus Verzweiflung das Leben nehmen will, erscheint Hudson und vergibt seiner Frau. Man kehrt zum Kind zurück, dass bald gesundet. Der Tochter zuliebe wollen Prof. und Mrs. Hudson, die sich noch immer lieben, es noch einmal miteinander versuchen.

## Produktionsnotizen
Gedreht Mitte 1923, passierte Quarantäne die Filmzensur am 5. Oktober desselben Jahres und wurde am 7. Dezember 1923 in Berlins Richard-Oswald-Lichtspielen uraufgeführt. Der mit Jugendverbot belegte Sechsakter besaß eine Länge von 2110 Meter. 
Hermann Warm entwarf die Filmbauten. 

## Kritik
Das Kino-Journal befand: „Sehr fesselndes Thema, vorzüglich und sympathisch dargestellt, ein Film, bei dem das Publikum gerne mitgehen wird.“.
In Der Filmbote hieß es: „Ein guter, interessanter Film, originell in der Handlung.“.
Etwas kritischer sah es Österreichs linke Arbeiter Zeitung, die sich darüber mokierte, dass dort der Film gleich unter drei verschiedenen Titeln vertrieben wurde. Aber: „Der Film selbst ist nicht übel, auch wenn er recht alte Motive, wie die unverstandene Frau und das kranke Kind, das die Ehe der Eltern wieder zusammenleimt, ausgräbt. (…) Darstellerisch ist der Film nicht auf der Höhe, besonders die Trägerin der weiblichen Hauptrolle läßt sehr viel zu wünschen übrig.“